# Wolfgang Ribbe
 (avril 2022).
Si vous disposez d'ouvrages ou d'articles de référence ou si vous connaissez des sites web de qualité traitant du thème abordé ici, merci de compléter l'article en donnant les références utiles à sa vérifiabilité et en les liant à la section « Notes et références ».
Wolfgang Ribbe (né le 3 janvier 1940 à Berlin et mort le 26 août 2021) est un historien allemand qui a publié de nombreux ouvrages, notamment sur l'histoire de Berlin-Brandebourg et sur l'histoire allemande récente. De 1996 à 2009, il est président de la Commission historique de Berlin.

## Biographie
Après l'examen d'État (1967) dans les matières d'études allemandes anciennes et nouvelles, d'histoire médiévale et moderne, de philosophie, de sciences politiques et d'éducation, Ribbe obtient son doctorat en 1971 en tant qu'assistant de recherche de Reinhard Elze (de) avec une thèse sur les chroniques médiévales tardives. Nommé professeur assistant en 1972, Ribbe se qualifie en 1976 avec des études sur les cisterciens du Brandebourg, pour lesquelles il édite, entre autres, le « Registre des processus du monastère de Lehnin ». En 1978, le sénateur berlinois pour les sciences le nomme professeur d'histoire de Berlin-Brandebourg à l'Université libre de Berlin, poste qu'il occupe jusqu'en 1996. Des invitations d'universités l'ont conduit en France, en Chine, au Japon et aux États-Unis.
Ribbe participe à plusieurs projets de recherche universitaires (Cisterciens, "Germania Slavica", mobilité sociale dans l'État moderne) ou les initient (financement d'immobilisations en Allemagne). Il y a aussi des recherches sur l'histoire de la ville, par exemple en coopération avec des urbanistes, des architectes et des conservateurs. Il édite des sources centrales sur l'histoire médiévale et plus récente de Berlin-Brandebourg, publie des manuels de base sur l'histoire de la région, publie les résultats de nombreuses conférences dans des actes de conférence et assume les conseils scientifiques de projets de médias télévisés.

## Travaux (sélection)
Une liste complète des écrits de Ribbe (jusqu'en 2012) et un CV détaillé sont inclus dans la dédicace pour son 70e anniversaire : Die Gründung der drei Friedrich-Wilhelms-Universitäten. Universitäre Bildungsreform in Preußen, édité par Thomas Becker et Uwe Schaper (de) (= Veröffentlichungen der Historischen Kommission zu Berlin, Volume 108). Berlin/Boston 2013.

### monographies
- mit Wolfgang Schäche: Die Siemensstadt. Geschichte und Architektur eines Industriestandortes. Verlag Ernst und Sohn, Berlin 1985,  (ISBN 3-433-01023-4).
- Berlin 1945–2000. Grundzüge der Stadtgeschichte. (= Kleine Schriftenreihe der Historischen Kommission zu Berlin. H. 6). Berliner Wissenschaftsverlag. Berlin 2002,  (ISBN 3-8305-0314-8).
- mit Rosemarie Baudisch: Gedenken auf Porzellan. Eine Stadt erinnert sich. Nicolai-Verlag, Berlin 2014,  (ISBN 978-3-89479-843-7).

### rédactions
- mit Wolfgang Schäche: Baumeister, Architekten, Stadtplaner. Biographien zur baulichen Entwicklung Berlins. Stapp Verlag, Berlin 1987,  (ISBN 3-87776-210-7).
- Geschichte Berlins. (= Berlin-Forschungen der Historischen Kommission zu Berlin. Band 2/1–2). 3., erweiterte und aktualisierte Auflage. Band 1–2, Berliner Wissenschafts-Verlag, Berlin 2002,  (ISBN 3-8305-0166-8). (vorherige Auflagen: C.H. Beck, München)
- mit Helmut Engel: Hauptstadt Berlin – Wohin mit der Mitte? Historische, städtebauliche und architektonische Wurzeln des Stadtzentrums. (= Publikationen der Historischen Kommission zu Berlin). Tagungsband. Akademie Verlag, Berlin 1993,  (ISBN 3-05-002403-8).
- mit Ingo Materna (de): Brandenburgische Geschichte. Akademie Verlag, Berlin 1995,  (ISBN 3-05-002508-5).
- Das Havelland im Mittelalter. Untersuchungen zur Strukturgeschichte einer ostelbischen Landschaft in slawischer und deutscher Zeit. Verlag Duncker & Humblot, Berlin 1995,  (ISBN 3-428-06236-1).
- mit Helmut Engel: Karl-Marx-Allee – Magistrale in Berlin. Die Wandlung der sozialistischen Prachtstraße zur Hauptstraße des Berliner Ostens. (= Publikationen der Historischen Kommission zu Berlin). Tagungsband. Akademie Verlag, Berlin 1996,  (ISBN 3-05-003059-3).
- mit Helmut Engel: Geschichtsmeile Wilhelmstraße. (= Publikationen der Historischen Kommission zu Berlin). Tagungsband. Akademie Verlag, Berlin 1996,  (ISBN 3-05-003058-5).
- mit Helmut Engel: Via triumphalis. Geschichtslandschaft „Unter den Linden“ zwischen Friedrich-Denkmal und Schloßbrücke. (= Publikationen der Historischen Kommission zu Berlin). Tagungsband. Akademie Verlag, Berlin 1997,  (ISBN 3-05-003057-7).
- mit Helmut Engel und Jörg Haspel: Geschichtswerkstatt Spreeinsel. Historische Topographie – Stadtarchäologie – Stadtentwicklung. (= Publikationen der Historischen Kommission zu Berlin/Beiträge zur Denkmalspflege in Berlin. Sonderband). Tagungsband. Verlag für Berlin-Brandenburg, Berlin 1998,  (ISBN 3-932981-23-5).
- mit Hansjürgen Rosenbauer (de): Preußen. Chronik eines deutschen Staates. 2. Auflage. Nicolaische Verlagsbuchhandlung, Berlin 2001,  (ISBN 3-87584-023-2).
- Hauptstadtfinanzierung in Deutschland. Von der Reichsgründung bis zur Gegenwart (= Berlin-Forschungen der Historischen Kommission zu Berlin. Band 4). Berliner Wissenschafts-Verlag, Berlin 2004,  (ISBN 3-8305-0380-6).
- Die Karl-Marx-Allee zwischen Strausberger Platz und Alex. (= Berlin-Forschungen der Historischen Kommission zu Berlin. Band 5). Berliner Wissenschafts-Verlag, Berlin 2005,  (ISBN 3-8305-0181-1).
- Schloß und Schloßbezirk in der Mitte Berlins. Das Zentrum der Stadt als politischer und gesellschaftlicher Ort. (= Publikationen der Historischen Kommission zu Berlin). Tagungsband. Berliner Wissenschafts-Verlag, Berlin 2005,  (ISBN 3-8305-0180-3).
- mit Jürgen Kloosterhuis und Uwe Schaper (de): Schloss: Macht und Kultur. Entwicklung und Funktion Brandenburg-Preußischer Residenzen. (= Schriftenreihe der Historischen Kommission zu Berlin/Schriftenreihe des Landesarchivs Berlin. Band 15). Tagungsband. Berliner Wissenschafts-Verlag, Berlin 2012,  (ISBN 978-3-8305-3025-1).

### éditions
- Die Aufzeichnungen des Engelbert Wusterwitz. Überlieferung, Edition und Interpretation einer spätmittelalterlichen Quelle zur Geschichte der Mark Brandenburg. Colloquium Verlag, Berlin 1973,  (ISBN 3-7678-0338-0).
- mit Johannes Schultze: Das Landbuch des Klosters Zinna. Editio princeps. Colloquium Verlag, Berlin 1976,  (ISBN 3-7678-0397-6).
- Das Prozeßregister des Klosters Lehnin. (= Bibliothek der Brandenburgischen und Preußischen Geschichte). Verlag für Berlin-Brandenburg, Berlin 1998,  (ISBN 3-930850-80-X).
- Hofrechnungen der Wittelsbacher in Brandenburg 1340–1345. In: Jahrbuch für die Geschichte Mittel- und Ostdeutschlands. Band 53, 2007,  (ISBN 978-3-598-23202-2), S. 71–192.
- mit Gaby Huch: Regesten der Urkunden von Berlin/Cölln im Mittelalter (1238 bis 1499). Mit Nachträgen für die Zeit von 1500 bis 1815. (= Berlin-Forschungen der Historischen Kommission zu Berlin. Band 7; = Schriftenreihe des Landesarchivs Berlin. Band 13). Berliner Wissenschafts-Verlag, Berlin 2008,  (ISBN 978-3-8305-1579-1).
- mit Peter Bahl: Die Matrikel der Friedrich-Wilhelms-Universität zu Berlin 1810–1850. (= Einzelveröffentlichungen der Historischen Kommission zu Berlin. Band 86/1–3), Band 1–3. Verlag de Gruyter, Berlin/ New York 2010,  (ISBN 978-3-11-023116-8).

### contributions à l'histoire contemporaine
- Genealogie und Zeitgeschichte. Studien zur Institutionalisierung der nationalsozialistischen Arierpolitik. In: Herold-Jahrbuch. NF 3, 1998,  (ISBN 3-7686-3076-5), S. 73–108.
- Die Reichshauptstadt Berlin in den Lageberichten der Gestapo 1933 bis 1936. In: Der Bär von Berlin. Jahrbuch 2016 des Vereins für die Geschichte Berlins.  (ISSN 0522-0033), S. 139–166.